# Flávio Godoy
Flávio de Oliveira Godoy, né le 13 décembre 1969 à Petrópolis, est un athlète brésilien, spécialiste du 400 m et du 800 m.
Il participe aux Jeux olympiques de 1996.
Outre de nombreux succès ou podiums dans les championnats brésiliens,sud-américaine et ibéro-américains, il participe aussi aux championnats du monde en salle de Paris en 1997 (huitième du relais 4 x 400 mètres) et aux championnats en plein air d'Edmonton de 2001 (quatrième de ce même relais national).
Ses meilleurs temps sont :
- 800 m, 1 min 46 s 22 à São Leopoldo le 23 mai 1998.
- 400 m, 45 s 56 à Rio de Janeiro le 20 juillet 2001.